# Prosapia plagiata
Prosapia plagiata är en insektsart som först beskrevs av William Lucas Distant 1878.  Prosapia plagiata ingår i släktet Prosapia och familjen spottstritar. Inga underarter finns listade i Catalogue of Life.